# Torrente 2: Misión en Marbella
Pour les articles homonymes, voir Torrente (film).
Série
Torrente, le bras gauche de la loi
(1998) Torrente 3: El protector
(2005)
Pour plus de détails, voir Fiche technique et Distribution.
Torrente 2: Misión en Marbella (Mission à Marbella)  est un film espagnol sorti en 2001 écrit et réalisé par Santiago Segura, second de la série des Torrente.

## Synopsis
José Luis Torrente s'est installé à Marbella, où il dilapide l'argent gagné dans l'épisode précédent. Ruiné, il s'improvise détective privé et démantèle une mafia qui planifiait de détruire Marbella.

## Succès public
Encore plus que pour le film précédent, le succès est au rendez-vous avec 5 321 969 spectateurs.

## Distribution
- Santiago Segura : José Luis Torrente
- Tony Leblanc : Mauricio Torrente
- Inés Sastre : Bella cantante
- Gabino Diego : Cuco
- José Luis Moreno : Spinelli
- José Luis López Vázquez : Guijarro
- Rosa Maria Sardà : Madame
- Alexis Valdés : Novio bella cantante
- José Mota : Secouriste de la piscine
- Cristina Tàrrega : Francisca
- Ariadna Gil : Chica grúa

À noter la participation du tennisman Carlos Moyà qui fait une apparition en tant que professeur de tennis,